# GX (rakieta)
GX – projekt rakiety nośnej jednokrotnego użytku produkcji japońsko-amerykańskiej. Opracowany został przez spółkę Galaxy Express Corporation, grupę zawiązaną wspólnie przez IHI Corporation, Japan Aerospace Exploration Agency, United Launch Alliance i kilka japońskich przedsiębiorstw.
GX miał być rakietą dwustopniową. Pierwszym stopniem miał być pierwotnie pierwszy stopień rakiety Atlas III, jednak zdecydowano się na Common Core Booster z rakiety Atlas V, dostarczany przez ULA. Drugi stopień miała opracować strona japońska. Miał być zasilany zupełnie nowym materiałem pędnym: mieszaniną LNG i ciekłego tlenu. Pierwszy test nowego stopnia odbył się w 2007 i zakończył się powodzeniem.
Jako wyrzutnię GX miał użyć jednej z wyrzutni w Centrum Lotów Kosmicznych Tanegashima, jednak w 2009 zmieniono plany i rakieta miała startować z kosmodromu Vandenberg w USA.
Projekt GX został ostatecznie wycofany w grudniu 2009. 3 miesiące później spółka Galaxy Express Corporation rozpadła się, co kosztowało aż 11,3 miliardów jenów.